# Palazzi Brunasso
I palazzi Brunasso sono una coppia di edifici di valore storico e architettonico di napoletani ubicati lungo via Toledo, a ridosso della basilica dello Spirito Santo.
I suoli dove sorgono i palazzi attualmente appartennero fino al 1561 ai padri di San Severino e Sossio fino a quando non furono ceduti con censuo a tali Tosone e Maranta. L'estensione del suolo ceduto andava dalla chiesa dello Spirito Santo fino al vico Pellegrini. I due aprirono nel suolo ceduto l'attuale vico Bianchi allo Spirito Santo dividendo di fatto le due proprietà e quindi edificate le relative proprietà. Nel primo trentennio del XVIII secolo il palazzo appartenuto al Tosone fu acquistato dal duca Giuseppe Brunasso, mercante di professione ed elevato al rango di duca di San Filippo il 15 agosto 1722, che espanse la sua nuova proprietà all'attiguo palazzo del Maranta. 
Tra il 1722 e il 1769 sono databili gli interventi di rifacimento delle preesistenze voluti dal Brunasso. Nella veduta di Antonio Joli del 1762 si nota come i due palazzi fossero gemelli nell'organizzazione e che un ponte li unisse all'ultimo piano. Sono emersi documenti trovati dal Mormone e dal Fiengo che gli interventi di rifacimento furono eseguiti in gran parte dopo il terremoto del 1731. Contemporaneamente nella vicina basilica dello Spirito Santo si effettuarono lavori e ricognizioni da parte dell'architetto ed ingegnere regio Nicola Tagliacozzi Canale. Non è da escludere la presunta presenza del Tagliacozzi Canale nella fabbrica delle case del Brunasso. In quegli anni il pittore Filippo Falciatore vi eseguì un ciclo di affreschi perduto.
I due edifici furono trasformati tra il 1731 e il 1735. Il palazzo accostato alla chiesa, dotato di spazio maggiore, fu riorganizzato intorno ad una corte più lunga dotandolo di una serliana sul lato del vestibolo e di una scala aperta a loggia più profonda dell'altro fabbricato.
Entrambi i palazzi posseggono sale con incartate ben conservate sui soffitti.